# Языки монде
Языки монде (Mondé) — небольшая ветвь языков семьи тупи, распространённых на территории Бразилии. Синта-ларга — диалектный континуум, на котором говорит 1000 человек.

## Состав
- Монде: монде, суруйский язык
- Аруа: аруаши, жипаранский гавиану (зоро), синта-ларга